# Isatideae
Isatideae es una tribu de plantas pertenecientes a la familia Brassicaceae. El género tipo es Isatis L.

## Géneros
- Boreava Jaub. & Spach =~ Isatis L.
- Chartoloma Bunge
- Glastaria Boiss.
- Isatis L.
- Myagrum L.
- Pachypteris Kar. & Kir. = Pachypterygium Bunge
- Pachypterygium Bunge =~ Isatis L.
- Sameraria Desv. =~ Isatis L.
- Schimpera Hochst. & Steud. ex Endl.
- Tauscheria Fisch. ex DC. =~ Isatis L.
- Texiera Jaub. & Spach = Glastaria Boiss.